# Centipeda cunninghamii
Centipeda cunninghamii là một loài thực vật có hoa trong họ Cúc. Loài này được (DC.) A.Braun & Asch. mô tả khoa học đầu tiên năm 1867.